# Põltsamaa (řeka)
Põltsamaa (estonsky plným názvem Põltsamaa jõgi) je třetí nejdelší estonská řeka, měří 135 km. Jde o pravostranný přítok řeky Pedja. Protéká kraji Jõgevamaa, Järvamaa a Lääne-Virumaa.